# Bonnefond
Bonnefond (Bona Font auf Okzitanisch) ist eine französische Gemeinde mit 114 Einwohnern (Stand 1. Januar 2022) im Département Corrèze in der Region Nouvelle-Aquitaine.

## Geografie
Die Gemeinde liegt im Zentralmassiv auf dem Plateau de Millevaches und somit auch im Regionalen Naturpark Millevaches en Limousin.
Tulle, die Präfektur des Départements, liegt ungefähr 40 Kilometer südwestlich, Égletons etwa 20 Kilometer südlich und Ussel rund 30 Kilometer östlich.
Nachbargemeinden von Bonnefond sind Pérols-sur-Vézère im Norden, Ambrugeat im Nordosten,  Davignac im Osten,  Péret-Bel-Air im Südosten, Saint-Yrieix-le-Déjalat im Süden, Grandsaigne im Südwesten, Pradines und Gourdon-Murat im Westen sowie Bugeat im Nordwesten.
Die Corrèze entspringt auf dem Gebiet der Gemeinde von Bonnefond.

### Verkehr
Der Ort liegt ungefähr 20 Kilometer nördlich der Abfahrt 22 der Autoroute A89.

## Wappen
Beschreibung: In Gold ein gedrückter roter Sparren umgeben von drei grünen Rosmarinzweigen.

## Einwohnerentwicklung
| Jahr      | 1962 | 1968 | 1975 | 1982 | 1990 | 1999 | 2007 | 2018 |
| Einwohner | 260  | 214  | 163  | 149  | 136  | 127  | 131  | 114  |

## Sehenswürdigkeiten
- Kirche Saint-Médard, ein Sakralbau aus 15., 18. und 19. Jahrhundert. Das Gebäude ist seit 1972 als Monument historique klassifiziert[2].
- Mehrere Monumentalkreuze aus dem 15. bis 17. Jahrhundert[3].
- Menhir du Pilar[4], der prähistorische Stein ist als Monument historique klassifiziert[5].